# Khalkha (fiume)
Il fiume Halh, o Halh gol (mongolo: Халх гол, gol in mongolo significa "fiume") o ancora Khalkhyn gol, Khalkha, in russo Halhin-Gol (Халхин-Гол) e in cinese: 哈拉哈河, è un fiume della Mongolia esterna e interna, nel nord della Cina. Nasce dalla catena dei Grandi Hingan, in Cina (47.080833°N 120.487778°E), entra in Mongolia e alimenta il lago Bujr (47.915422°N 117.81875°E) per tornare poi nuovamente nella Mongolia interna cinese. È lungo 232 km e si trova a 1.443 m s.l.m.
È famoso per la battaglia di Khalkhin Gol dove le forze sovietiche e mongole sconfissero l'esercito giapponese Kwantung nell'agosto del 1939.